# قايدو ماريني
قايدو ماريني (بالإيطالية: Guido Marini)‏ هو كاهن كاثوليكي إيطالي، ولد في 31 يناير 1965 في جنوة في إيطاليا.